# 联合国刚果行动
联合国刚果行动（法語：Opération des Nations Unies au Congo, ONUC）是聯合國在刚果危机之後，自1960年到1964年之間，為穩定刚果民主共和国自比利时殖民統治獨立後造成的衝突和混亂並恢复其和平所設立的維持和平行動。

## 概述
1960年7月4日，根据联合国安理会143号决议成立約20,000人的联合国维和部队以应对刚果危机，这是联合国第一次向冲突地区派驻军事力量，用以维护联合国的维和使命，但由于经验不足，該次行动又被称为是一次艰难的胜利。

## 危机爆发
1958年10月卢蒙巴建立刚果民族运动党，并提出立即独立的口号。1960年2月比利时政府被迫同意刚果独立。同年6月24日成立以卢蒙巴为总理的第一届政府，30日宣告独立，定名为刚果共和国，简称刚果（利）。
1960年7月8日，卢蒙巴要求比利时军队即时退出刚果，遭到了当地的比利时殖民军指挥官的拒绝。不愿回国的比利时官兵发动叛乱，攻击首相官邸，占领金沙萨机场，导致刚果首都的局势陷入一片混乱。刚果西南部盛产铜矿的加丹加省趁机在莫伊兹·卡奔达·冲伯的领导下宣布独立，并组建了“加丹加部族联盟”武装部队同刚果中央政府的部队进行对抗，著名的“刚果危机”爆发。

## 行动历程
面对混乱的局势，卢蒙巴寄希望于联合国，向联合国安理会发出求助信，请求派遣联合国维和部队进驻刚果，帮助刚果政府军平息首都和加丹加的动乱。
同年7月15日，联合国应卢蒙巴的要求派遣维和部队进驻刚果。但是由美国主导的这支维和部队抵达后，却拒绝与刚果中央政府合作镇压加丹加的叛军，而是一直按兵不动，作壁上观。
9月14日，刚果国民军参谋长蒙博托·塞塞·塞科发动政变，联合国维和部队以保护为名软禁了卢蒙巴。11月27日，卢蒙巴潜离首都利奥波德维尔（今金沙萨），前往东方省，想和政变后迁往斯坦利维尔的合法政府会合，但途中被蒙博托的手下绑架。经过一番幕后交易之后。蒙博托决定将卢蒙巴交给死对头——加丹加的叛军首领冲伯。
1961年1月17日，一架DC—4型飞机秘密将卢蒙巴等人送往伊利莎白维尔机场。次日，冲伯等人来到加丹加关押卢蒙巴的别墅，残酷地杀害了卢蒙巴和他的两名随从。消息传出后，全世界对这一卑鄙的谋杀行为感到愤怒。
1961年9月，应蒙博托的要求和迫于国际社会的压力，联合国维和部队终于开始对加丹加的分离主义武装发起攻击。9月13日發起以逮捕加丹加國的主要幹部為主的毛瑟行動(Operation Morthor)，而這次行動在事前並沒有得到聯合國中幾個國家的同意，包括英，法，美等國家。行動造成7名维和部队士兵陣亡以及200多名平民及加丹加士兵死傷。當時許多觀察家皆認為是次行動是取得巨大成功，但是言之過早。同時，一隊愛爾蘭維和部隊連（150人）在雅多維爾受到加丹加的軍隊以及來自法、比的僱傭兵大約3000人的攻擊。是為雅多維爾圍城戰。期間維持了六天，期間愛軍在缺乏戰鬥經驗、失去支援、武器不足、空襲以及敵眾我寡的情況下仍然孤軍作戰，在擊敗敵軍1000餘人下只有五人受傷。但最後愛軍在彈盡糧絕的情況下投降。被俘一個多月後獲釋回國，回國後愛爾蘭軍方認為此戰是奇恥大辱，下令掩蓋事情流出。在付出了200多名官兵阵亡的代价之后，维和部队于1963年占领了加丹加，冲伯被迫经北罗得西亚（今赞比亚）流亡西班牙，加丹加的分离主义运动以失败告终。1964年6月蒙博托·塞塞·塞科确立了在刚果的独裁地位，联合国维和部队撤离刚果，联合国刚果行动宣告结束。

## 外部連結
- ONUC官方網站